# Close to you / Crazy Life
《Close to you / Crazy Life（YUNHO from 东方神起）》是韩国男子团体東方神起在日本发行的TRICK企划第4弹，即第20张单曲，于2008年3月5日由Avex Entertainment公司下属厂牌rhythm zone发行。

## 收录歌曲
1. Close to you
  - 作词：H.U.B.、作曲：AKIRA、编曲：AKIRA
2. Crazy Life -YUNHO from 东方神起-
  - 作詞：H.U.B.、作曲：P-M. Anquetil／C.Lee-Joe／M.Johnson、編曲：P-M. Anquetil／C.Lee-Joe／M.Johnson
3. Close to you (Less Vocal)
  - 作曲：AKIRA、编曲：AKIRA
4. Crazy Life -YUNHO from 东方神起- (Less Vocal)
  - 作曲：P-M. Anquetil／C.Lee-Joe／M.Johnson、編曲：P-M. Anquetil／C.Lee-Joe／M.Johnson